# Daniel Köllerer
Daniel Köllerer (Wels, 17 augustus 1983) is een voormalig Oostenrijks tennisser. Hij is prof sinds 2002 en haalde voor het eerst de top 100 in 2009. Zijn hoogste plaats op de ATP-ranglijst is de 55e, die hij behaalde op 19 oktober 2009.
Köllerer heeft in zijn carrière nog geen ATP-toernooi op zijn naam geschreven. Hij won wel zes challengers en zeven futurestoernooien in het enkelspel. Zijn beste resultaat in het enkelspel op een grandslamtoernooi is de derde ronde.
Op 31 mei 2011 werd bekend dat Köllerer per direct levenslang geschorst werd wegens fraude.

## Carrière

### Jaarverslagen

#### 2002 - 2007
Köllerer werd proftennisser in 2002. Hij speelde dat jaar hoofdzakelijk futurestoernooien. In 2003 speelde hij zijn eerste ATP-toernooi, in Kitzbühel, waar hij in de eerste ronde verloor van Luis Horna. Köllerer won dat jaar zijn eerste challenger, in Samarkand. In mei 2004 behaalde hij zijn eerste overwinning op een ATP-toernooi (tegen Davide Sanguinetti), in St. Pölten, waar hij de kwartfinale haalde. Hij haalde dat jaar ook twee challengerfinales. In september 2005 won hij de challenger van Kiev. In 2006 en 2007 waren zijn beste resultaten de finales van de challengers in respectievelijk Bogota en Rimini.

#### 2008 - 2009
In 2008 won hij twee challengers: in juni de challenger van Fürth en in oktober die van Cali. Hij won dat jaar ook vier challengers in het dubbelspel. In 2009 speelde Köllerer een goed eerste semester met kwartfinales op de ATP-toernooien van Acapulco en Kitzbühel, en winst op de challenger van Rome. In de week van de challenger van Rome verloor Köllerer zijn moeder aan de gevolgen van kanker. Op Roland Garros en Wimbledon verloor hij in de eerste ronde. Door zijn goede resultaten haalde hij in april 2009 voor het eerst de top 100. Tijdens de zomer won hij de challenger van Trani en haalde hij de derde ronde op de US Open, waarin hij verloor van de uiteindelijke winnaar Juan Martín del Potro. Het is zijn beste resultaat op een grandslamtoernooi tot nu toe. In oktober 2009 bereikte hij met de 55e plaats zijn hoogste plaats op de ATP-ranglijst tot nu toe. Hij eindigde het jaar voor het eerst in de top 100, op plaats 71.

#### 2010 -2011
Op de Australian Open en op Roland Garros werd Köllerer meteen in de eerste ronde uitgeschakeld. Goede resultaten bleven uit, en in april 2010 zakte hij weer weg uit de top 100. Uiteindelijk sloot hij het jaar af op plaats 269. In de eerste helft van 2011 won Köllerer drie futurestoernooien. Eind mei werd hij levenslang geschorst wegens fraude.

### Davis Cup
Köllerer speelde voor het eerst voor het Oostenrijkse Davis Cupteam in 2010, in een duel tegen Slowakije in Groep 1 van de Europees-Afrikaanse zone. Köllerer speelde in totaal 2 enkelpartijen, die hij beide verloor.